# Fregaty rakietowe typu Yubari
Fregaty rakietowe typu Yubari – typ dwóch japońskich lekkich fregat rakietowych, zbudowanych dla Japońskich Morskich Sił Samoobrony w latach 80. XX wieku. Okręty pełniły służbę do 2010 roku, wypełniąc głównie zadania eskortowe.

## Okręty
- DE-227 "Yubari"
- DE-228 "Yubetsu"